# Stevan Hristić
Stevan Hristić (Beograd, 19. lipnja 1885. – Beograd, 21. kolovoza 1958.) bio je jedan od najistaknutijih srpskih skladatelja u prvoj polovici 20. stoljeća.

## Životopis
Stevan Hristić školovao se na čuvenom Leipziškom konzervatoriju, koji je njegovom radu dao solidne profesionalne temelje. U razdoblju prije Prvog svjetskog rata boravio je i u Moskvi, Parizu i Rimu. Upoznat s glazbeno-stilskim tendencijama ondašnje Europe i oslanjajući se na tradiciju srpskog glazbenog romantizma i nacionalne boje (posebno samoga Mokranjca), stvorio je osebujan glazbeni jezik koji je bio mješavina folklornih utjecaja i kasnoromantičarskih, impresionističkih i verističkih elemenata u melodici, harmoniji i instrumentaciji, zbog čega je njegova glazba bila slušljiva i bliska širokoj publici. Pred premijeru baleta "Ohridska legenda" izjavio je:
„Gledao sam, prije svega, da ovo djelo napišem tako da bude pristupačno i jasno. Da ga razumije šira publika, da na nju što snažnije djeluje, a da njegova tehnička obrada zadovolji onih deset-petnaest stručnjaka što će biti tamo...”
Njegov najznačajniji doprinos razvoju kulturnog života Srbije je osnivanje i vođenje Beogradske filharmonije. Usporedno s tim, bio je i ravnatelj Beogradske opere u razdoblju od 1924. do 1935., a 1937. je jedan od osnivača i prvih profesora Glazbene akademije, a kasnije i jedno vrijeme njen rektor. Nakon Drugog svjetskog rata, 1945. sudjeluje u osnivanju Udruženja skladatelja Srbije, čiji je jedan od prvih predsjednika, a bio je i prvi predsjednik Saveza skladatelja Jugoslavije (osn. 1950.). Osim ovih funkcija, nosio je i najvišu akademsku titulu, budući članom, najprije dopisnim (1948. – 1950.), a zatim i redovnim (od 1950.) Srpske akademije znanosti i umjetnosti (SANU).
Ipak, najviše zasluga nosi za svoje stvaralaštvo. Ono počinje pisanjem scenske glazbe za komad s pjevanjem "Čučuk Stana" (1907.), a do kraja svog života je napisao i mnoge solo pjesme, nekoliko zborskih djela, dvije koncertantne kompozicije, "Simfonijsku fantaziju za violinu i orkestar" (diplomski rad u Leipzigu) i "Rapsodija za klavir i orkestar". Njegova najznačajnija i najpoznatija, djela su (prvi u srpskoj glazbi) oratorij "Uskrsnuće", izvanredno "Opijelo u b-molu", jedina dovršena opera "Suton" i, kao njegovo najpoznatije, a vjerojatno i najkvalitetnije djelo, balet "Ohridska legenda".

## Djela (izbor)
- - Uskrsnuće (oratorij) (1912.)
  - Suton (opera)  (1925.)
  - Ohridska legenda (balet) (1948.)

## Vanjske poveznice
- www.riznicasrpska.net / Muzika: Stevan Hristić  Arhivirana inačica izvorne stranice od 26. kolovoza 2014. (Wayback Machine) (srp.)
- www.zlatiborvesti.com – Vreme teče, mi se podsećamo...  Arhivirana inačica izvorne stranice od 26. kolovoza 2014. (Wayback Machine) (srp.)
- Discogs.com – Stevan Hristić (diskografija)